# Allium oschaninii
Allium oschaninii là một loài thực vật có hoa trong họ Amaryllidaceae. Loài này được O.Fedtsch. mô tả khoa học đầu tiên năm 1906.